# Ballad of a Small Player
Pour plus de détails, voir Fiche technique et Distribution.
Ballad of a Small Player est un film germano-britannique réalisé par Edward Berger et dont la sortie est prévue en 2025. Il s'agit d'une adaptation du roman du même nom de Lawrence Osborne.
Le film sera présenté au festival international du film de Toronto 2025. Il sera ensuite diffusé sur Netflix.

## Synopsis
Lord Doyle est un joueur invétéré et un petit escroc. À force de combines et d'arnaques, il est rattrapé par son passé. Il a de plus contracté de très grosses dettes. Il part alors se cacher à Macao, où il va rencontrer une âme sœur qui pourrait bien être salutaire.

## Fiche technique
Sauf indication contraire, les informations mentionnées dans cette section peuvent être confirmées par les bases de données cinématographiques IMDb et Allociné,  présentes dans la section « Liens externes ».
- Titre original : Ballad of a Small Player
- Réalisation : Edward Berger
- Scénario : Rowan Joffé, d'après le roman Ballad of a Small Player de Lawrence Osborne
- Musique : Volker Bertelmann
- Direction artistique : Zoe Lee Tak-Nga
- Décors : Jonathan Houlding
- Costumes : Lisy Christl
- Photographie : James Friend
- Montage : Nick Emerson
- Production : Edward Berger, Mike Goodridge et Matthew James Wilkinson

Producteurs délégués : Ellie Gibbons, Mark Nolting, Luke Rivett et Jeanne Tremsal
- Sociétés de production : Good Chaos, Nine Hours et Stigma Films
- Société de distribution : Netflix
- Budget : N/A
- Pays de production :  Allemagne,  Royaume-Uni
- Langue originale : anglais
- Format : couleur
- Genre : thriller
- Durée : 101 minutes
- Dates de sortie[2] : Dates sujettes à modification
  - Canada : septembre 2025 (festival de Toronto - section Special Presentations[3])
  - États-Unis : 15 octobre 2025 (sortie limitée en salles)
  - Monde : octobre 2025 (Netflix)
- Classification[4] :
  - États-Unis : R

## Distribution
- Colin Farrell : Lord Doyle
- Tilda Swinton : Cynthia Blithe
- Fala Chen : Dao Ming
- Deannie Yip
- Alex Jennings
- Jason Tobin

## Production

### Genèse et développement
En avril 2024, Edward Berger est annoncé à la réalisation d'une adaptation du roman The Ballad of a Small Player (en) de Lawrence Osborne. Le scénario est écrit par Rowan Joffé. Mike Goodridge participe à la production via Good Chaos, Edward Berger avec sa société Nine Hours ; Matthew James Wilkinson produit également le film. Peu après, Colin Farrell est annoncé dans le rôle principal, suivi quelques jours plus tard par Tilda Swinton,. En mai 2024, Fala Chen est également confirmée. En mai 2025, la présence de Deannie Yip et Alex Jennings est révélée.
Le film s'inscrit dans le cadre d'un partenariat entre le cinéaste Edward Berger et Netflix.

### Tournage
Le tournage débute le 26 juin 2024 à Macao et Hong Kong. Les prises de vues s'achèvent le 25 août,.